# Swisher, Iowa
Swisher är en ort i Johnson County i Iowa. Vid 2010 års folkräkning hade Swisher 879 invånare.